# Murallas de Alpuente
La muralla de Alpuente es uno de los elementos fortificados defensivos del núcleo principal del municipio alpontino, siendo el otro el castillo de Alpuente. Este elemento defensivo figura en el Índice General del Patrimonio Cultural Valenciano con la referencia 46.036-9999-000001, Castillo y Murallas, la cual también incluye el castillo.
Se trata de un elemento bien diferenciado por su función y fecha de construcción. El castillo se remonta al siglo VIII, tras la conquista islámica, siendo su origen un núcleo poblacional establecido en la cima del cerro a partir de una guarnición militar. La muralla se inicia hacia finales del siglo XI, al expandirse la población hacia la base del cerro ser necesario defender también este núcleo ampliado.

## Descripción general
Se conservan numerosos restos de las murallas que en época musulmana cerraban el perímetro de la Villa de Alpuente, por lo que es posible reconocer su emplazamiento y dirección, aunque la mayor parte de estos restos presentan un serio deterioro.
Las murallas se extienden por la vertiente oeste de la población, a lo largo de aproximadamente 600 metros partiendo del llamado Portillo, por el sur y llegando en rampa descendente hasta asomarse al barranco del Reguero, por el norte. Desde este punto es la propia ladera natural del cerro sobre el que se alza el Castillo, con su gran desnivel y verticalidad, la que completa el cierre del recinto por el este.
Las murallas contaban con un total de catorce torres de entre seis y ocho metros de espesor. Quedan restos de estas estructuras, si bien en un estado de gran deterioro. Como las murallas cortaban en dos el núcleo de la población, sufrieron constantes modificaciones, como la destrucción de dos torres en el siglo XX para ensanchar dos calles.

## Sector norte
En su extremo norte, la muralla probablemente se enlazaba con el cortado sobre el que se asienta el castillo, donde la propia ladera natural del cerro cubriría la función defensiva del recinto por el este.
El tramo de la muralla entre el extremo septentrional y la Torre Aljama las murallas son visibles de forma parcial, variable y ocasionalmente muy modificadas.
En la parte más septentrional, que gira hacia el este, se encuentran restos de la muralla y de varias torres, pero todo muy deteriorado y en mal estado de conservación, con algunos elementos que presentan riesgo de derrumbamiento. La vegetación en este tramo es muy abundante e impide la visión de la muralla y sus torres, lo que contribuye a su deterioro y ruina. Se trata de lienzos de muralla generalmente de mampostería. En algunos tramos en donde los mampuestos han ido cayendo, se observa la construcción en tapial en su interior. Las imponentes torres que se conservan presentan un estado ruinoso, e incluso peligroso, debido a la pérdida de una gran parte de la mampostería, dejando a la vista y sin ninguna protección el tapial de su interior y quedando este expuesto a la intemperie, lo que en poco tiempo ha supuesto un importante deterioro.
Desde la avenida de San Blas -CV 345- se puede observa el siguiente tramo de murallas que avanza hacia el sur. Se trata del lienzo conservado de mayor longitud, aunque su altura es variable. Por su parte superior, en algunos tramos sirve de parapeto al camino de bajada que lo acompaña. En otros tramos, su altura es inferior al nivel del camino, y se ha reconstruido, hasta crear un antepecho al camino, con muro de mampostería de menor altura y espesor, que se distingue fácilmente de la muralla. También se conserva una saetera alojada en la misma. Por el trasdós de la muralla, todavía se conservan algunas de las torres adosadas a la misma, aunque su estado de conservación es bastante malo, encontrándose invadidas por la vegetación. Al final de este extenso tramo de muralla, los restos de ésta han sido incorporados y han servido de base para una construcción privada posterior.
Junto a este tramo de muralla se hallaba una torre árabe, derribada a fines del siglo XX, bajo la cual se encontró parte de la base de una estructura, posiblemente romana, la cual fue restaurada y conservada. En la actualidad está siendo invadida por la vegetación.
En conjunto, el tramo de murallas al norte de la Torre Aljama presenta diversos restos de la muralla, bastante fragmentada. El primero de los tramos ha sido rellenado por su parte superior y está siendo utilizado como jardinera por algunos vecinos, quienes además han tratado de adecentarlo por su cuenta, revistiéndolo con placas de piedra. Su estado es regular, existen desprendimientos de mampuestos y agresiones de la vegetación.

## Torre Aljama

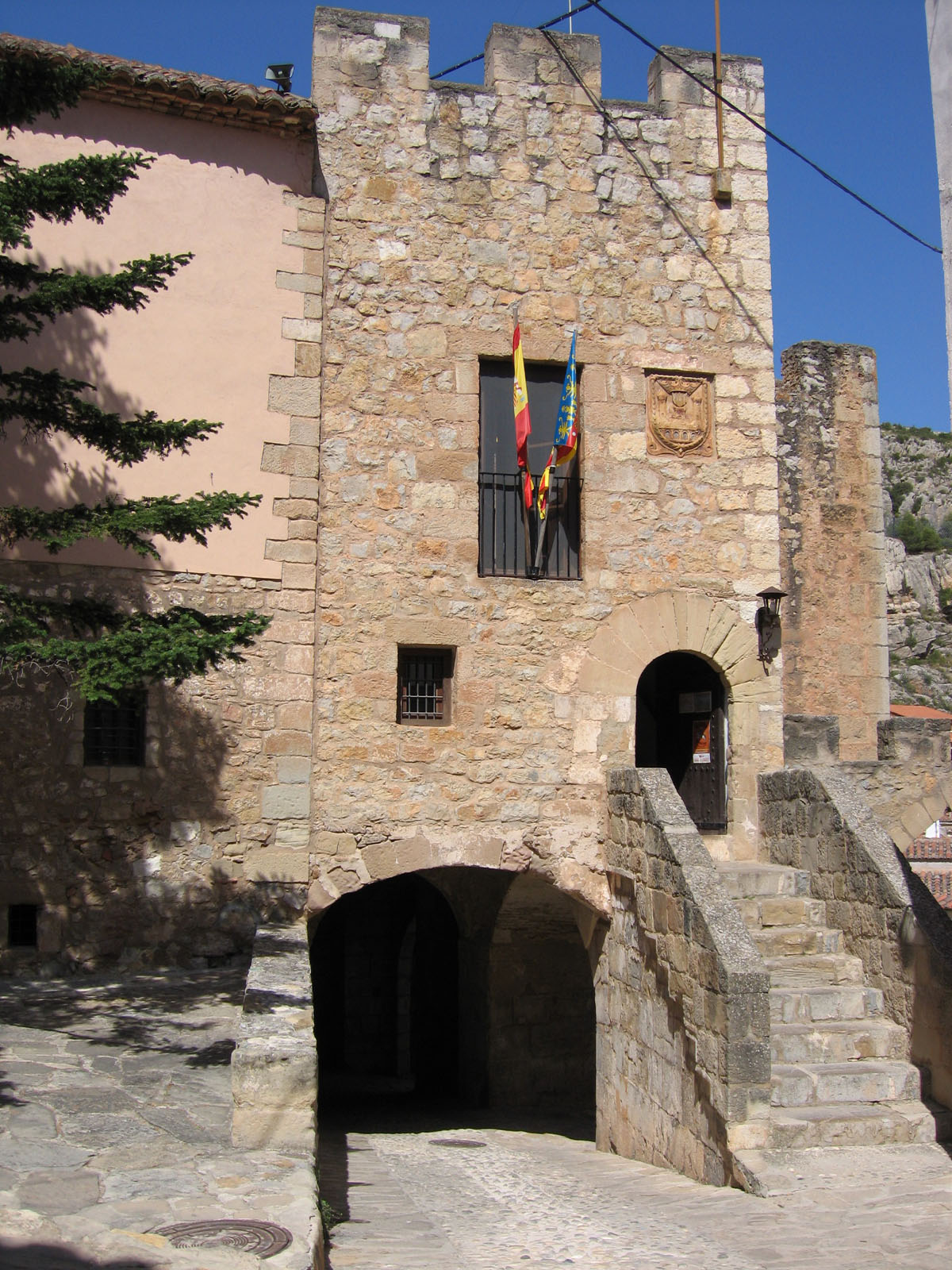
El ayuntamiento estuvo alojado en la Torre Aljama, una antigua torre de la muralla.

La torre mejor conservada es la Torre Aljama, también conocida como Porche de San Antonio. Se trata de la puerta principal de acceso al recinto amurallado en la época andalusí y el periodo bajomedieval. Este edificio se ha utilizado tradicionalmente para las funciones propias de la casa consistorial -el término aljama significa ayuntamiento- albergando los plenos de Cortes del Reino en 1319 y 1383, y actuando como sede del Ayuntamiento hasta 2012.

## Sector sur
Desde el antiguo ayuntamiento y en dirección sureste, hay restos de la muralla y de una de las torres adosada a la misma. Se encuentran distintos estratos constructivos murales en este tramo de muralla. En la base se observa mampostería ordinaria, la cual se encuentra en estado de deterioro creciente, habiéndose desprendido parte de sus mampuestos y la casi totalidad de su revestimiento. A partir aproximadamente de 3 metros de altura, la muralla deja a la vista la construcción en tapial, quedando presentes restos del revestimiento de este, si bien se encuentra desprendido en su mayor parte.
De la torre que se halla adosada a este tramo de muralla -torre del Albergue- quedan bastantes restos. 
En línea con esta torre, y ya en el límite de la villa, se encuentra otra torre similar, aparentemente la última del recinto amurallado, siendo que a partir de ella, el propio cortado de la montaña crearía una barrera natural que dificultaría el paso al interior del recinto fortificado. Sus muros fueron incorporados a la construcción de viviendas privadas. 
Fuera de la muralla, sobre el cerro de San Cristóbal, se han encontrado restos de dos torres vigías.